# SHOW ME THE MONEY
『SHOW ME THE MONEY』（ショーミーザマネー、朝: 쇼미더머니）は、韓国のケーブルテレビ局Mnetにて放送されているオーディション番組。

## 概要
審査員は「プロデューサー」と呼ばれ、審査をすると同時に参加者のプロデューシングを行う。
プロ・アマチュア問わず多くのラッパーが参加し、韓国でのヒップホップブームの火付け役となった。

## シーズン1

### 上位参加者
- 優勝 - Loco（朝鮮語版）
- 準優勝 - ILLTONG（朝鮮語版）
- 三位 - キム・テギュン、TRIPPY DOG

### プロデューサー
- GARION（朝鮮語版）
- Double K（朝鮮語版）
- MC Sniper
- Miryo（朝鮮語版）
- Verbal Jint（朝鮮語版）
- JoosuC
- 45RPM（朝鮮語版）
- Hoony Hoon（朝鮮語版）

### 優勝賞金・賞品
- 賞金2500万ウォン

## シーズン2

### 上位参加者
- 優勝 - Soul Dive（朝鮮語版）
- 準優勝 - Zizo（朝鮮語版）
- 三位 - Swings（朝鮮語版）、Mad Clown（朝鮮語版）

### プロデューサー
- MC Meta（朝鮮語版）
- D.O（イ・ヒョンド）（朝鮮語版）

### 優勝賞金・賞品
- 賞金1億ウォン
- 大型ヒップホップフェスティバルへの参加

## シーズン3

### 上位参加者
- 優勝 - BOBBY
- 準優勝 - IRON（朝鮮語版）
- 三位 - C Jamm（朝鮮語版）、Vasco（朝鮮語版）

### プロデューサー
- Swings & San E（朝鮮語版）
- YDG（朝鮮語版）
- Dok2（朝鮮語版） & The Quiett（朝鮮語版）
- Tablo（朝鮮語版） & MASTA WU（朝鮮語版）

### 優勝賞金・賞品
- 賞金1億ウォン
- 大型ヒップホップフェスティバルへの参加

## シーズン4

### 上位参加者
- 優勝 - Basick（朝鮮語版）
- 準優勝 - ソン・ミンホ
- 三位 - Black Nut（朝鮮語版）、InnoVator（朝鮮語版）

### プロデューサー
- ジヌション & Tablo
- Verbal Jint & San E
- パク・ジェボム & Loco
- ジコ & Paloalto（朝鮮語版）

### 優勝賞金・賞品
- 賞金1億ウォン[1]
- キア・ピカント

## シーズン5

### 上位参加者
- 優勝 - BewhY（朝鮮語版）
- 準優勝 - C Jamm
- 三位 - SUPERBEE（朝鮮語版）

### プロデューサー
- GRAY (歌手)（朝鮮語版） & Simon Dominic (歌手)（朝鮮語版）
- Gil（朝鮮語版） & Mad Clown
- The Quiett & Dok2
- Zion.T（朝鮮語版） & Kush（朝鮮語版）

### 優勝賞金・賞品
- 賞金1億ウォン[2]
- フォルクスワーゲン・ゴルフ[3]

## シーズン6

### 上位参加者
- 優勝 - Hangzoo（朝鮮語版）
- 準優勝 - Nucksal（朝鮮語版）
- 三位 - ウ・ウォンジェ（朝鮮語版）

### プロデューサー
- Dynamic Duo
- Tiger JK（朝鮮語版） & Bizzy（朝鮮語版）
- ジコ & DEAN
- パク・ジェボム & Dok2

### 優勝賞金・賞品
- 賞金1億ウォン[4]
- シボレー・カマロ[5]

## シーズン7

### 上位参加者
- 優勝 - Nafla（朝鮮語版）
- 準優勝 - Loopy（朝鮮語版）
- 三位 - Kid Milli（朝鮮語版）

### プロデューサー
- Swings & GIRIBOY
- Deepflow（朝鮮語版） & Nucksal
- Paloalto & CODE KUNST（朝鮮語版）
- The Quiett & CHANGMO（朝鮮語版）

### 優勝賞金・賞品
- 賞金2億ウォン[6]

- シボレー・トラックス[7]

## シーズン8

### 上位参加者
- 優勝 - punchnello（朝鮮語版）
- 準優勝 - ヤン・ホンウォン（朝鮮語版）
- 三位 - TAKUWA（朝鮮語版）、Big Naughty（朝鮮語版）

### プロデューサー
- Kid Milli & Swings & BOYCOLD（朝鮮語版） & Mad Clown
- Verbal Jint & GIRIBOY & BewhY & millic（朝鮮語版）

### 優勝賞金・賞品
- 賞金2億ウォン[8]
- シボレー・トラックス[8]
- 18Kの優勝指輪[8]

## シーズン9

### 上位参加者
- 優勝 - Lil Boi（朝鮮語版）
- 準優勝 - MUSHVENOM（朝鮮語版）
- 三位 - Layone（朝鮮語版）

### プロデューサー
- BewhY & Dynamic Duo
- JUSTHIS（朝鮮語版） & GroovyRoom（朝鮮語版）
- Zion.T & GIRIBOY
- CODE KUNST & Paloalto

### 優勝賞金・賞品
- 賞金1億ウォン[9]
- 1年間の音楽事業計画支援[9]
- MINI ジョン・クーパー・ワークス ダークグリーン[9]

## シーズン10

### プロデューサー
- ゲコ（朝鮮語版） & CODE KUNST
- Zion.T & Slom
- GRAY & ソン・ミンホ
- Yumdda（朝鮮語版） & TOIL

### 優勝賞金・商品
- 賞金3億ウォン[10]
- MINI 5 DOOR[10]
- ヨギオッテ 最高級ブラックホテル1か月利用券[10]